# Kabu Blang Sapek
Kabu Blang Sapek is een bestuurslaag in het regentschap Nagan Raya van de provincie Atjeh, Indonesië. Kabu Blang Sapek telt 469 inwoners (volkstelling 2010).